# ドッペルゲンガー

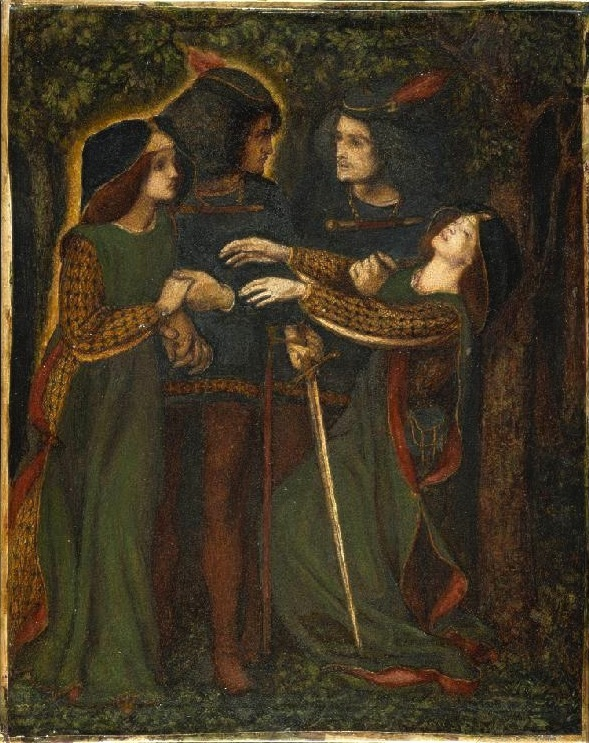
ダンテ・ガブリエル・ロセッティ, How They Met Themselves, 水彩, 1864

ドッペルゲンガー（独: Doppelgänger）とは、自分自身の姿を自分で見る幻覚の一種で、「自己像幻視」とも呼ばれる現象である。自分とそっくりの姿をした分身。第2の自我、生霊の類。同じ人物が同時に別の場所（複数の場合もある）に姿を現す現象を指すこともある（第三者が目撃するのも含む）。超常現象事典などでは超常現象のひとつとして扱われる。
ドイツ語: Doppel（英語: doubleと同語源）とは、「二重」「生き写し、コピー」という意味を持ち、独: Doppelgängerを逐語訳すると「二重の歩く者」「二重身」となる。英語風に「ダブル」と言うこともあり、漢字では「復体」と書くこともある。
ドッペルゲンガー現象は、古くから神話・伝説・迷信などで語られ、肉体から霊魂が分離・実体化したものとされた。この二重身の出現は、その人物の「死の前兆」と信じられた。
18世紀末から20世紀にかけて流行したゴシック小説作家たちにとって、死や災難の前兆であるドッペルゲンガーは魅力的な題材であり、自己の罪悪感の投影として描かれることもあった。

## 特徴
ドッペルゲンガーの特徴として、
- ドッペルゲンガーの人物は周囲の人間と会話をしない。
- 本人に関係のある場所に出現する。
- ドアの開け閉めが出来る
- 忽然と消える
- ドッペルゲンガーを2回見ると見た人も死ぬ

などがあげられる。
同じ人物が同時に複数の場所に姿を現す現象、という意味の用語ではバイロケーションと重なるところがあるが、バイロケーションのほうは自分の意思でそれを行う能力、というニュアンスが強い。つまりドッペルゲンガーのほうは本人の意思とは無関係におきている、というニュアンスを含んでいる。

## 歴史と事例
アメリカ合衆国第16代大統領エイブラハム・リンカーン、帝政ロシアのエカテリーナ2世、日本の芥川龍之介や渡辺直美など著名人が、自身のドッペルゲンガーを見たという記録も残されている。
19世紀のフランス人のエミリー・サジェはドッペルゲンガーの実例として有名で、同時に40人以上もの人々によってドッペルゲンガーが目撃されたといわれる。同様に、本人が本人の分身に遭遇した例ではないが、古代の哲学者ピタゴラスは、ある時の同じ日の同じ時刻にイタリア半島のメタポンティオンとクロトンの両所で大勢の人々に目撃されたという。

## 自己像幻視
医学においては、自分の姿を見る現象（症状）は「autoscopy」、日本語で「自己像幻視」と呼ばれる。
自己像幻視は純粋に視覚のみに現れる現象であり、たいていは短時間で消える。現れる自己像は自分の姿勢や動きを真似する鏡像であり、独自のアイデンティティや意図は持たない。しかし、まれな例としてホートスコピー(heautoscopy)と呼ばれる自身を真似ない自己像が見えたり、アイデンティティをもった自己像と相互交流する症例も報告されている。ホートスコピーとの交流は友好的なものより敵対的なことのほうが多い。
例えばスイス・チューリッヒ大学のピーター・ブルッガー博士などの研究によると、脳の側頭葉と頭頂葉の境界領域（側頭頭頂接合部）に脳腫瘍ができた患者が自己像幻視を見るケースが多いという。この脳の領域は、ボディーイメージを司ると考えられており、機能が損なわれると、自己の肉体の認識上の感覚を失い、あたかも肉体とは別の「もう一人の自分」が存在するかのように錯覚することがあると言われている。
また、自己像幻視の症例のうちのかなりの数が統合失調症と関係している可能性があり、患者は暗示に反応して自己像幻視を経験することがある。
しかし、上述の仮説や解釈で説明のつくものとつかないものがある。「第三者によって目撃されるドッペルゲンガー」（たとえば数十名によって繰り返し目撃されたエミリー・サジェなどの事例）は、上述の脳の機能障害では説明できないケースである。

## 作品中のドッペルゲンガー

### 文学
文学の中のドッペルゲンガーで、詩に描かれたのは、ハインリヒ・ハイネの『帰郷』93篇の中の1篇に、かつて失恋体験した男性がある月の夜、恋に苦悩している自分の分身（影法師）を見てしまうという内容のものがあり、戦慄的な激しい心情が重々しく叙唱されている。
シューベルトはこのハイネの詩篇に、「影法師（Der Doppelgänger）」とタイトルを付けて作曲し、歌曲集『白鳥の歌（Schwanengesang）』の第13曲にした。

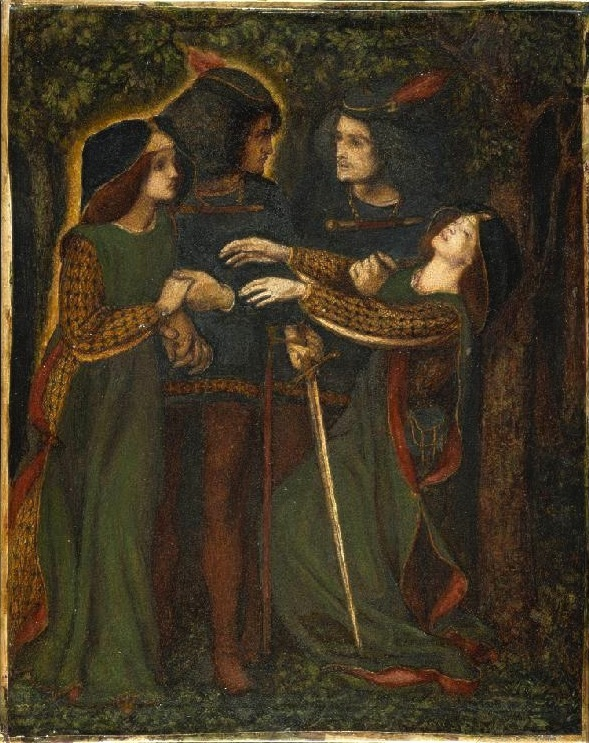
ダンテ・ゲイブリエル・ロセッティ How They Met Themselves、水彩、1860-64年

ドッペルゲンガーはおもに散文作品（小説）に多く見られ、ロマン派および、それ以後の好みのテーマとして取り上げられた。E.T.A.ホフマンは、自分の「鏡像」を失った男を『大晦日の夜の冒険』（1815年）で描いている。
定型の二重身（自分とそっくりの姿をした分身を見る）の恐怖を描いたものとして、アルフレッド・ノイズ（Alfred Noise）の短編『深夜特急』がある。ハンス・ハインツ・エーヴェルス（Hanns Heinz Ewers）は『プラーグの大学生』（1913年）にて自我分裂の悲劇としてのドッペルゲンガーを描いた。
ドストエフスキーの『二重人格』〈『分身』とも邦訳される〉（1846年）やジュリアン・グリーン（Julien Green）の『地上の旅人』（1927年）、さらにハンス・ヘニー・ヤーンの『鉛の夜』（1956年）においては分身として描かれる。
ラファエル前派の画家であるダンテ・ゲイブリエル・ロセッティは、自己像幻視として神秘体験的な短編『手と魂』（1850年）を描いた。フロイトは、ヴィルヘルム・イエンセン（Wilhelm Jensen）作の、自身ではなく他者のドッペルゲンガー幻想を抱く青年の物語『グラディーヴァ』（1903年）を取り上げて分析し、「W・イエンセンの小説『グラディーヴァ』に見られる妄想と夢」を記して、自身の夢解釈理論を展開している。
エドガー・アラン・ポーはドッペルゲンガーを主題にした怪奇譚『ウィリアム・ウィルソン』（1839年）を書き、オスカー・ワイルドも幻想文学的な『ドリアン・グレイの肖像』（1890年）を描いた。
芥川龍之介の短編『二つの手紙』（1917年）もドッペルゲンガーを扱っている。大学教師の佐々木信一郎を名乗る男が、自身と妻のドッペルゲンガーを三度も目撃してしまい、その苦悩を語る警察署長宛ての二通の手紙が紹介される、という形式の短編である。なお芥川龍之介自身がドッペルゲンガーを経験していたらしいと指摘されることがある。芥川はある座談会の場で、ドッペルゲンガーの経験があるかと問われると、「あります。私の二重人格は一度は帝劇に、一度は銀座に現れました」と答え、錯覚か人違いではないか？との問いに対しては、「そういって了えば一番解決がつき易いですがね、なかなかそう言い切れない事があるのです」と述べたという。
梶井基次郎も、心境小説『泥濘』（1925年）の終章において、夜の雪道で偶然に体感した不思議なドッペルゲンガー現象を綴っている。梶井はこの実体験を主題にして発展させ幻想的な『Kの昇天』（1926年）を描いた。

### サブカルチャー
ドッペルゲンガーは、サイエンス・フィクションやファンタジー小説などにもよく登場する。そこでは、不埒な目的のために、特定の人や生き物になりすますシェイプシフターとして描かれている。
前述のように、日本におけるドッペルゲンガーの認知は、前近代の頃より「離魂病」の一つと見られてきたが、現代創作物においても、そうした認知が脈々と継承されており、特撮ドラマで言えば、『ウルトラQ』第25話に登場する悪魔ッ子リリーの話は、肉体を離れ、精神体が悪事をするという内容となっている。
漫画で言えば、『地獄先生ぬ〜べ〜』の郷子の話が例として挙げられる。これらは、解釈に差異はあれど、肉体と魂が分離した結果、その者の命が危機にさらされ、最後に一体化してハッピーエンドとなる流れで、これらの話は、中国の『唐代伝奇集』の中の、遠くに離れた2人の娘の話で、紆余曲折の末、寝たきりとなった娘（こちらが肉体とされる）が、遠くで暮らすもう1人の自分の話を聞き、起き出して、最後に一体化してハッピーエンドとなるという、離魂した娘の話の類型である。
上段の項目「歴史と事例」の北勇治のドッペルゲンガーの話は杉浦日向子の漫画作品『百物語』上巻の「其ノ十六・影を見た男の話」でとりあげられている。